# Helius multivolus
Helius multivolus är en tvåvingeart som beskrevs av Alexander 1945. Helius multivolus ingår i släktet Helius och familjen småharkrankar.
Artens utbredningsområde är Peru. Inga underarter finns listade i Catalogue of Life.